# Мірахово (Поморське воєводство)
Мірахово (пол. Mirachowo, нім. Mirchau) — село в Польщі, у гміні Картузи Картузького повіту Поморського воєводства.
Населення — 820 осіб (2011).
У 1975-1998 роках село належало до Гданського воєводства.

## Демографія
Демографічна структура станом на 31 березня 2011 року:
|          | Загалом | Допрацездатний вік | Працездатний вік | Постпрацездатний вік |
| -------- | ------- | ------------------ | ---------------- | -------------------- |
| Чоловіки | 426     | 111                | 285              | 30                   |
| Жінки    | 394     | 106                | 235              | 53                   |
| Разом    | 820     | 217                | 520              | 83                   |